# Aqui em Casa
Aqui em Casa é um álbum ao vivo da dupla sertaneja Maiara & Maraisa, lançado em 17 de abril de 2020 pela gravadora Som Livre. O EP tem 8 músicas, entre elas "Aí Eu Bebo", lançada em outubro de 2019, e "Libera Ela", gravada primeiramente por Raffa Torres, com a participação especial do cantor de pagode Dilsinho.

## Sobre o álbum

### Como foi gravado
Depois da gravação do grandioso DVD Reflexo, em 2018, Maiara & Maraisa decidiram convidar os amigos, fazer um churrasco de chão e passar a noite cantando. 
Maiara explica que o projeto nasceu a partir da ideia de que o palco é a casa do artista. “Trouxemos o “palco” para nossa casa e do nosso jeito, numa mesa rodeado de amigos. Passamos a maior parte do tempo fora e fazendo o que amamos, porque não fazer isso onde vivemos?”. Maraisa complementa: “Gravar em casa nos traz muita liberdade, menos pressão e muita verdade”. A dupla quer compartilhar com o público a harmonia da melhor maneira possível.

## Faixas
| N.º            | Título | Compositor(es) | Duração |  |
| 1.             | "Libera Ela" (part. Dilsinho) | Diego Silveira / Lari Ferreira / Thales Lessa / Raffa Torres                                                                          | 2:48    |  |
| 2.             | "Aí Eu Bebo" | Paulinha Gonçalves / Alcebias Flausino / Matheus Mattos / Arthur Castro / Kauã Rodrigues                                              | 2:53    |  |
| 3.             | "Minha Pessoa Errada (Um Pelo Outro)" | Anajuh / Elcio di Carvalho / Gustavo Martins / Chrystian Ribeiro                                                                      | 3:17    |  |
| 4.             | "Se Eu Escapar" | Diego Silveira / Lari Ferreira / Elvis Elan / Henrique Casttro                                                                        | 2:57    |  |
| 5.             | "Quarto de Cabaré" | Elvis Elan / Henrique Castro / Maykow Melo / Bruno Mandioca                                                                           | 2:56    |  |
| 6.             | "Oi Sumido" | Maycon / Vinicius / Matheus Soc | 2:53    |  |
| 7.             | "Caipora" | Lari Ferreira | 3:05    |  |
| 8.             | "Pot-Pourri: Cheiro de Shampoo / Entre Ela e Eu (Sou Eu) / Sonho Por Sonho / Cara Ou Coroa (A Cara o Cruz)" (gravações originais de Chrystian & Ralf (as duas primeiras músicas), Leandro & Leonardo e Zezé Di Camargo & Luciano) | Cecílio Nena; Carlos Pedro / Ed Wilson; Carlos Colla / Chico Roque; C. Villa De La Torre / A. Monroy Fernandez (versão: Carlos Colla) | 4:33    |  |
| Duração total: | Duração total: | Duração total: | 25:27   |  |